# Sandunow-Bäder

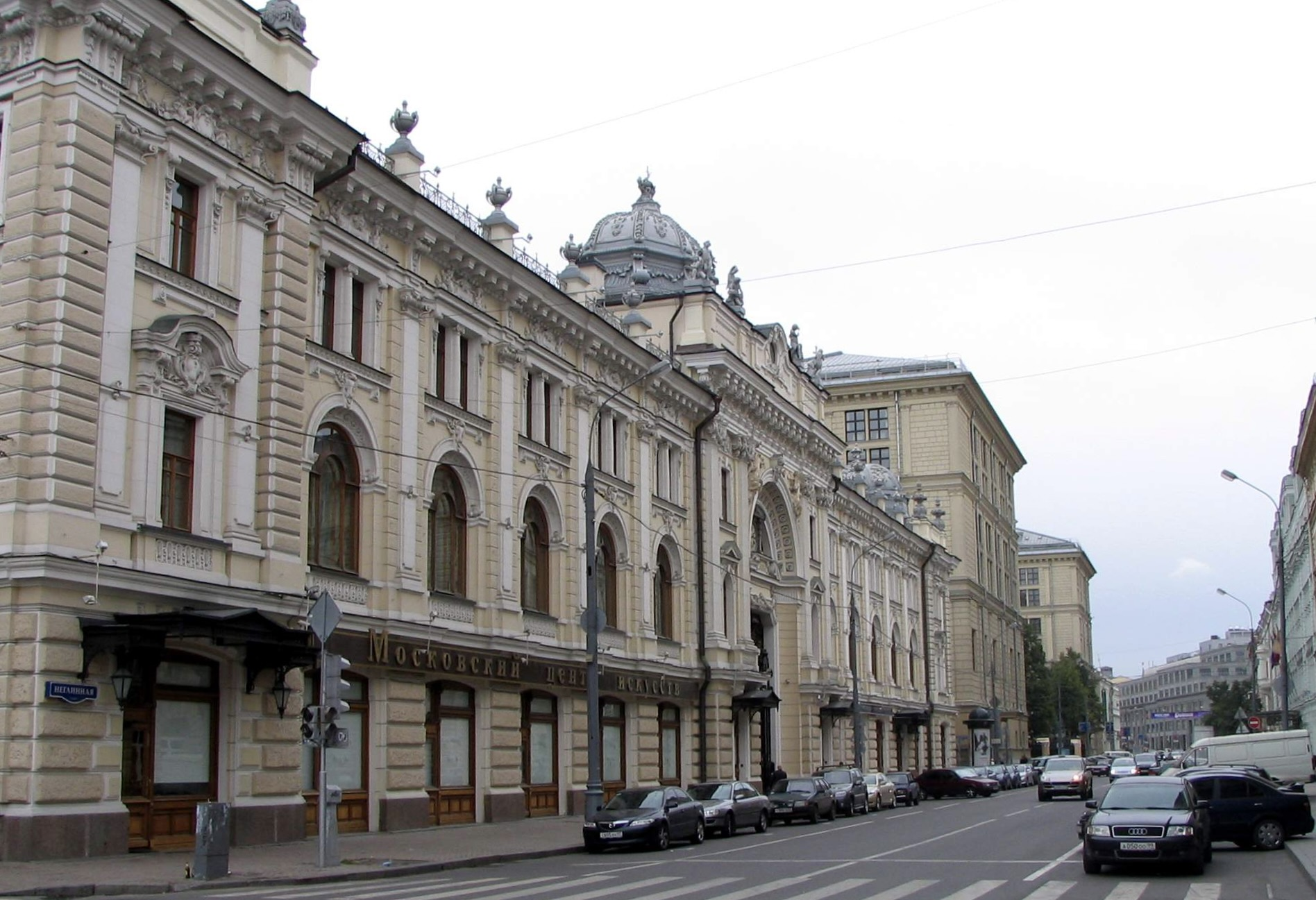
Fassade der Sandunow-Bäder im Beaux-Arts-Stil

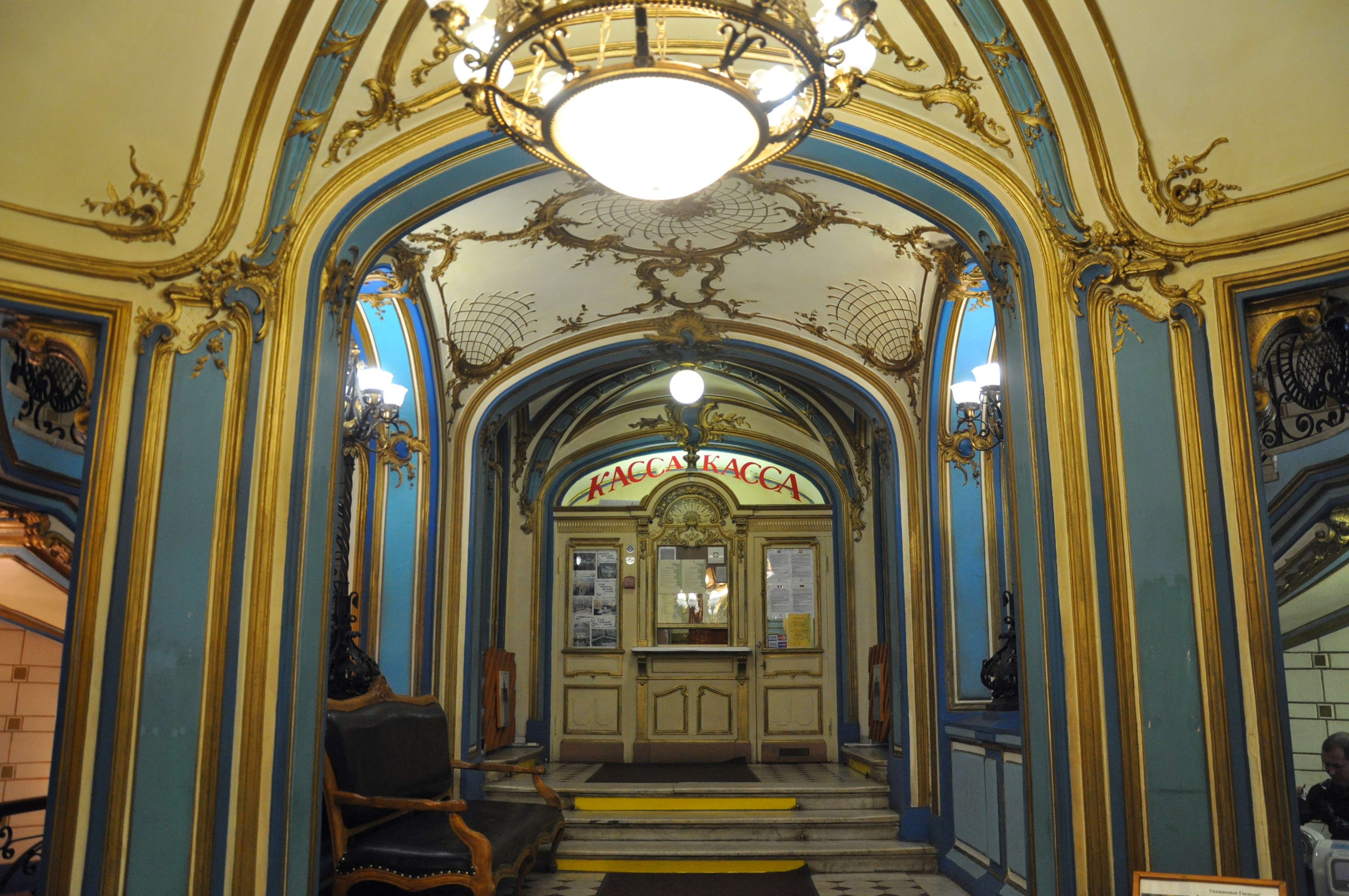
Das Innere des Bades mit Blick auf die Kasse

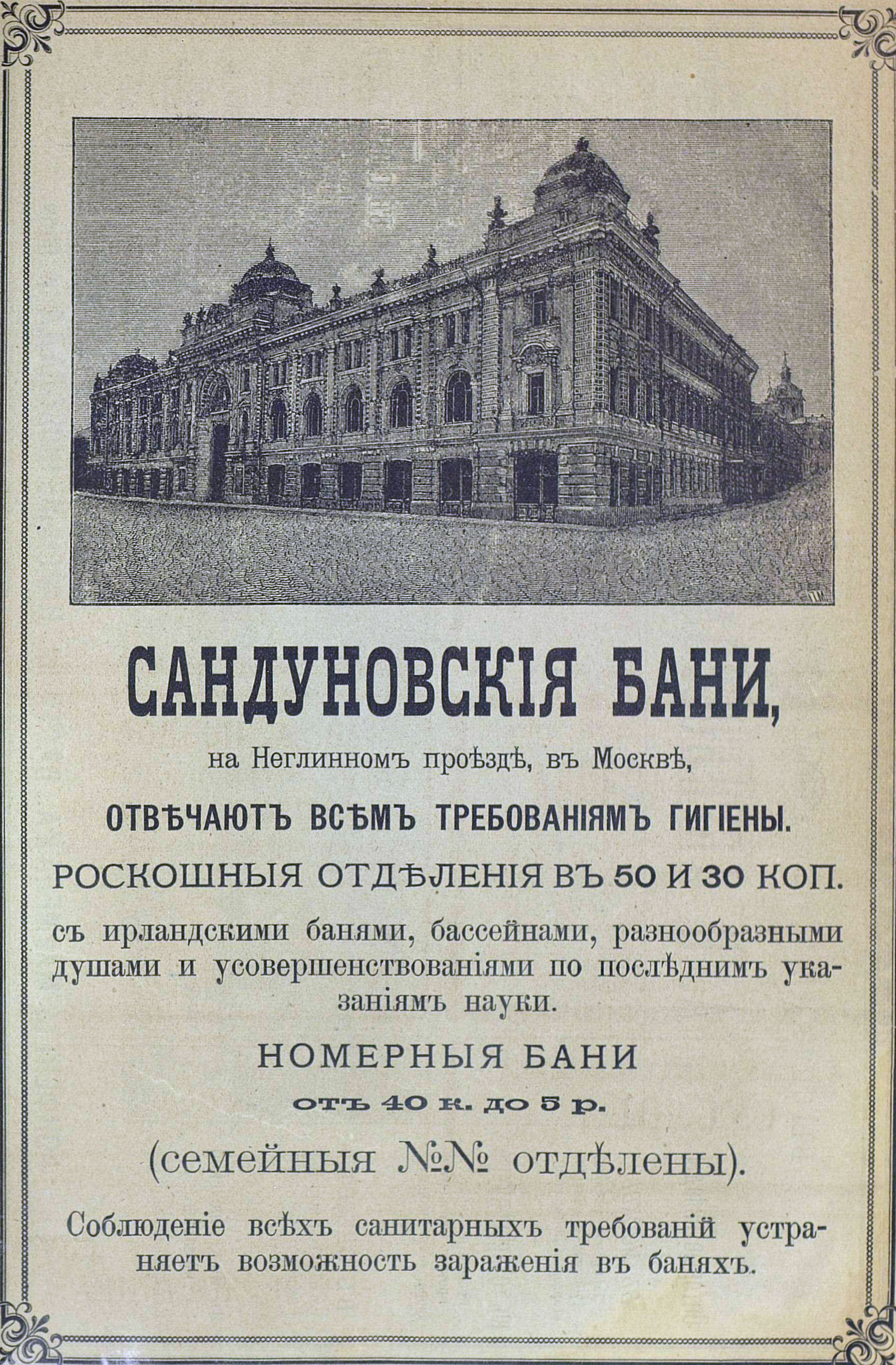
Sandunow-Bäder (Reklame aus dem Jahr 1897)

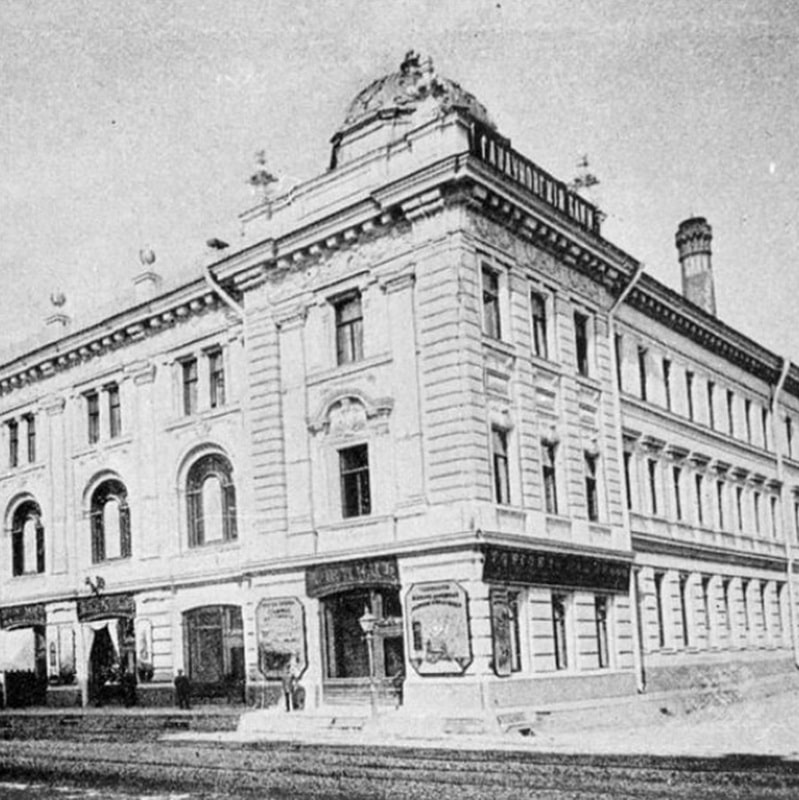
Das Gebäude der Sandunow-Bäder (historisches Foto)

Die Sandunоw-Bäder (russisch Сандуновские бани / Sandunowskije bani, wiss. Transliteration Sandunovskie bani) oder kurz Sandunу (Сандуны́) sind ein legendäres, geschichtsträchtiges russisches Badehaus (Banja) in Moskau.

## Kurzeinführung
Das kulturelle und architektonische Wahrzeichen in der Moskauer Innenstadt befindet sich in der Neglinnaja-Straße 14 neben der Russischen Zentralbank (Bank Rossii). Das 1808 eröffnete Bad wurde von dem georgischen Geschäftsmann Sila Sandunow (Sandukeli) (1756–1820) gegründet und nach ihm benannt, der in den 1790er Jahren als Schauspieler am Hof von Katharina II. tätig war. Er kaufte im Jahr 1800 ein Grundstück am Fluss Neglinnaja, um dort Bäder zu errichten.
Während der Sowjetzeit verlor das Sanduny-Gebäude das ursprüngliche Aussehen der Fassaden und Innenräume. 1991 wurde das Bad als architektonisches Denkmal von Moskau registriert, 1992 wurde mit dem Wiederaufbau und der Restaurierung begonnen.
Das Badehaus ist ein Denkmal der russischen Kultur. Es wurde von vielen Prominenten besucht. Auch in der russischen Kinematographie war das Badehaus häufig vertreten.
Die Sandunow-Bäder fanden auch Eingang in den russischen (jüdischen) Witz, wie aus der Aufnahme in die berühmte politische Witzesammlung 1001 anekdot des sowjetisch-israelischen Autors Julius Telessin hervorgeht:

„В сандуновских банях: 
- Рюрик Соломонович, одно из двух: или снимите крестик, или оденьте трусики! 
In den Sandunow-Bädern: 
- Rurik Solomonowitsch, eins von zwei Dingen: entweder das Kreuz abnehmen oder den Schlüpfer anziehen!“

In seinen (historischen) Miniaturen erzählt der russische Schriftsteller Walentin Pikul die Lebensgeschichte des Schauspielers Sila Sandunow, des Gründers der berühmten Sandunow-Bäder, und seiner Frau, der Sängerin Elisabeth Sandunowa.